# Chorthippus taurensis
Chorthippus taurensis är en insektsart som beskrevs av Sirin och Battal Çiplak 2005. Chorthippus taurensis ingår i släktet Chorthippus och familjen gräshoppor. Inga underarter finns listade i Catalogue of Life.